# 電人ザボーガー (映画)
『電人ザボーガー』（でんじんザボーガー）は、2011年10月15日に封切られた日本の特撮映画（配給協力・日活）、および作中に登場する架空のロボットの名称。監督は井口昇。キャッチコピーは「あきらめるな！立ち上がれ！」。同題の特撮テレビ番組の『電人ザボーガー』のリブートである。

## 概要
『電人ザボーガー』をベースに、主人公・大門豊&ザボーガーと悪の組織・Σの約四半世紀（25年）間にわたる戦いを2部構成で描いており、豊は青年時代（第1部・青年期の章）を古原靖久、熟年時代（第2部・熟年期の章）を板尾創路がそれぞれ演じている。
基本的に旧作の再現を目指している。特殊造形監督の西村喜廣は「当時のスタッフがやりたかったであろう造形」を意識し、VFXスーパーバイザーの鹿角剛司は「自身が子供の頃に感じたカッコ良さ」の再現を目指したとしている。
監督の井口昇は旧作のファンであった。井口は本作品について、オリジナルの『電人ザボーガー』を観ていた世代が立ち上がる気持ちになる映画を目指したとしている。また、「兄弟」を題材とした本作品に対し、井口が同時期に監督していた『富江 アンリミテッド』では「姉妹」を題材としており、井口は両作品を同じ物語構成上にある表裏一体の作品であると位置づけている。
音楽は旧作の菊池俊輔による劇伴を福田裕彦が編曲した再演版を使用している。
井口の監督作品では初めて予算が1億円を超えた。
なお、今作はオリジナル版で大門豊を務めた山口暁と冒険王漫画版の原作者うしおそうじに捧ぐ作品である。

### 企画経緯
ピー・プロダクションの版権を有するキングレコードの大月俊倫は、『電人ザボーガー』の映画化を模索する中で、自身も携わっていたテレビドラマ『古代少女ドグちゃん』（2009年）を監督していた井口昇がピープロ作品のファンであると聞きつけて本作品の監督をオファーし、井口はこれを快諾した。
当初、大月は中年になった大門を主役とする形で考えていたが、井口はオリジナル版のDVDを観返すうちに若い時代の大門も見せたいと考えるようになり、両方の時代を描く二部構成となった。また井口はオリジナルを観返す中で主人公・大門豊と敵幹部ミスボーグがそれぞれ「組織に忠誠を誓っている」ことに共通項を感じたことから2人を恋愛関係にし、さらにライバル・秋月玄ともう1人の敵幹部レディボーグにも関連性を持たせることで敵味方の関係にドラマ性を生じさせた。

## ストーリー
第1部「たたかえ！電人ザボーガー！」
双子として生まれた大門豊はΣにより屈辱的な死を遂げた父・大門博士が死んだ弟の遺伝子で作り上げたスーパーロボット・電人ザボーガーとともに悪のサイボーグ組織・Σと戦う。Σは権力者の遺伝子を元に巨大ロボットを作り上げようとしていた。激闘の中、Σの女幹部・ミスボーグと豊との間には奇妙な交流が芽生える。そして、汚職政治家を命を賭けて守らなければならないという自らの「正義」に疑問を抱く。それはやがて、大いなる悲劇へとつながる禁断の扉の幕開けでもあった。
第2部「耐えろ大門！人生の海を！」
Σとの戦いの中起こった悲劇から25年が過ぎ、秘密刑事も辞め熟年になっていた豊は些細な失敗がもとで失職。糖尿病を病み、腰痛を抱える中年男になりはてていた豊にはもはや正義の心は枯れ果てていた。25年後もまだ遺伝子集めのため誘拐を続けるΣ。再就職のためハローワークを訪れていた豊の前にΣの新たな幹部・秋月が現れる。最早戦いにすらならない二人の勝負に割って入ったのは謎の美少女サイボーグだった。
はたして美少女サイボーグの正体は？そして、Σがやっと完成させた巨大ロボを豊は倒せるのだろうか？

## 登場キャラクター
特に説明のないキャラクターは、オリジナル版を元にしている。

### 主要キャラクター
2部構成であり、第2部は第1部の25年後となっている。共通して登場するキャラクターは、以下のメンバーで、大門以外の5名の役者は引き続いて登場する。大門役のみ、1部2部で別の俳優が演じている。
大門豊
1960年2月29日生まれ。血液型O型。
青年期
第1部の主人公。22歳。身長180センチ、体重67.5キロ。父が開発した、亡弟の遺伝子を持つザボーガーをパートナーにΣと戦う秘密刑事。正義感あふれる熱血漢で、拳銃弾を受け止めたりと常識離れした空手の達人。ただ、職務と私怨とを混同し人の話を聞かない悪い癖がある。好きな食べ物はシュークリーム。また若干マゾの気がある。
戦いの中でミスボーグと互いに心惹かれあい恋に落ちるが、それが悲劇の幕開けとなってしまう。
熟年期
第2部の主人公。47歳。第1部のラストでザボーガーとミスボーグを失い、秘密警察を退職した後は若杉総理の運転手を勤めていたが、とある勤務中のミスがもとで解雇され無職となる。
好物であるシュークリームの食べすぎで糖尿病を患いインスリンが手放せない体になっており、かつ腰痛持ちのため飛竜三段蹴りを使えないほど身体能力が衰えている。
老年期
第2部のラストを飾る2050年の大門。90歳。パラリンザボーガーに乗り、信念を貫いている。

ザボーガー
第1部に登場。全長2メートル。重量500キロ。出力5,000馬力。耐荷重量35トン。変形型バイクロボットであり、大門いわく「俺の相棒、そして兄弟」。活動源のダイモニウムには意外な秘密がある。デザインはオリジナル版とほぼ同じだが、バイク形態では両腕が収納されずフロントフォークに添うように配置される、ロボット形態ではタイヤが完全に収納されず一部露出しているなどの相違点がある。
変形シーンではあえて無駄な動きを加えることで、変形のケレン味を出している。
シグマザボーガー
第2部に登場。25年前に大破したザボーガーをΣが密かに回収し修復したもの。その際に改造され秋月の命令しか聞かないΣの手先になってしまっていた。目と口の部分が黄色から青色に変わっている。
ストロングザボーガー
第2部終盤で登場。大門がΣから奪回した際に大破したシグマザボーガーを自らレストアしパワーアップした姿。全長2メートル。重量800キロ。出力10,000馬力。耐荷重量80トン。
オリジナルでは武装（ストロングバズーカ）だった腰部のパーツが本作ではジェット推進装置になっており、劇中ではこれを活かして空中戦を展開した。また、マシーン・バッハとの合体はなく単体でバイク形態へ変形すること、胸の中央部に本作オリジナル兵器「ダイモニウムキャノン」が装備されているなどオリジナルとは一部仕様が異なっている。
パラリンザボーガー
第2部のあるシーンにて登場。
2輪から3輪のトライク形態となっている。その形態のままでの飛行能力も持つ。ロボット形態は登場していない。

ミスボーグ
主に第1部に登場。サイボーグ組織Σの幹部で、男に捨てられて死んだ女性の細胞を基に作られたサイボーグ。その心には男性への憎悪だけがインプットされていたが、女性への憎悪がインプットされた他の幹部たちと対立しており、悪ノ宮博士からは失敗作呼ばわりされているせいでΣ内では孤立している。ふとしたことから大門と恋におちる。
新田吾郎警部
警視庁警部。秘密刑事としての大門の腕前に一目置きつつ、任務と私情を混同している彼の危うさも認識していたが歯止めをかけられず悲劇を目の当たりにする。その後警察官の職を追われ、妻子にも逃げられたが、第2部では元同僚の中野らとともに「ニコニコ同盟」を結成し健気に暮らしていたところで大門と再会し転機が訪れる。
第2部ではオリジナル版に登場していた松江健のパロディ的な役を担う。ニコニコ同盟の衣裳も松江健のものをモチーフとしている。
ブラックホーク
ミスボーグが駆るオートバイ。女性の心を持ったロボット形態に変型する。第2部では秋月が使用。
オリジナル版に登場した秋月玄の愛車マシーン・ホークのリメイク。オリジナル版でも変形が検討されていたが予算の関係から実現しなかった。
中野刑事
オリジナル版同様、新田の部下。第2部では、過去の事故で足に重傷を負ったため車椅子を常用する身となっている。
松江刑事
新田の部下。オリジナル版の松江健と同じ役割を担っている。
若杉議員
本作オリジナルキャラクター。次期総理大臣と目されΣの標的にされていた新民党の国会議員。自分の利益しか考えない人物で、愛人とともにΣに拉致された際には愛人を見殺しにしてでも保身を図ろうとする卑劣な一面が描かれている。
第2部では総理大臣となっており、自分の邪魔となる人物たちをΣの人間狩りで始末させ、その裏では見返りとして資金提供などを行なっていた。だが悪ノ宮にとっては駒でしかなく、ジャンボメカが完成するや用済みとなり国会議事堂もろとも叩き潰されて最期を遂げる。
悪ノ宮博士
Σの総帥で科学者。Σのサイボーグやロボットは彼が製作したものである。片腕はスタンガンにもなる義手、片足はある特定のステップを踏む事でナイフを膝の部分から発射する仕掛けの義足になっていて足が不自由で車椅子を常用しているが、オリジナル版と異なり立ち上がる描写がある。
かつて国家の命令で秘密兵器開発に携わったが失敗に終わり、機密保持のために殺されかけた過去を持つ。その際に顔の半分に大怪我を負い、普段は醜い傷跡を仮面で隠している。そうした体験から人間に対する深く激しい恨みと復讐心を抱くようになりΣを創設した。
第2部では喘息を患っている。
ブル・ガンダー
第1部に登場。オリジナル版第26・27話に登場した敵ロボットのリメイク。
ブルドックの顔と両腕がついた軽トラック型サイボーグ。手から発する衝撃波と、巨体を活かした突進と怪力で敵を攻撃し、長く伸びる舌と鋭い牙で人間を捕食する。唸り声とサイレン、頭部の赤い回転灯で感情を表現しているが、同時に弱点でもある。
オリジナル版を踏襲したデザイン・造型となっているが、配色は異なり、両腕はCGで処理されている。
予算や撮影の困難さなどからエグゼクティブプロデューサーの大月俊倫はブルガンダーの登場に反対していたが、監督の井口や特殊造形監督の西村喜廣は「ブルガンダーが登場してこそ『ザボーガー』」だとして強引に推し進めたという。造形は発泡スチロールにゴム素材を吹き付けるなどして安価に抑えているが、造形費800万円のうち200万円ほどがブル・ガンダーに費やされた。使用されたトラックは、井口が友人の務める運送会社から借り受けたもので、西村が代表取締役を務める西村映造の引っ越しにも用いられた。
第2部では、ジャンボメカ体内の警備ロボットとして、オリジナル版に近い配色の小型バージョン「ミニブル・ガンダー」が登場した。

### 第1部のみ
大門勇博士
豊の父。天才科学者でロボット工学の権威としてノーベル賞も受賞している。双子の出産で妻を失った後、男手一つで豊と弟を育てたが、弟の方は夭折してしまう。ダイモニウムの発明者でありザボーガーの開発者。才能を認め協力者にしようとした悪ノ宮に拉致される。その際、余計な一言がもとで屈辱的な拷問を受ける。改造手術を拒んで自ら空に飛び出した後、豊ら空手道場一行の目の前でΣ大魔城のキャノン砲で撃墜されて殺害された。亡き妻に変わって胸を出して母乳を与えるなどオリジナル版よりも奇矯な人物となっている。
Σ団サイボーグ幹部
「アパッチドリル」「キングアフリカ」「眼帯男爵」「エレキアンデス」「バーナー8」の5人。Σの幹部。人間に裏切られて死んだ者たちが素体になっている。その心には女性への憎悪がインプットされており、ミスボーグと仲間割れを起こすことが多い。
キングアフリカ / エレキアンデス
大門博士を拷問した張本人。
眼帯男爵
オリジナル版の「海賊ジャック」に相当するキャラクター。
アパッチドリル
オリジナル版とは異なりドリルを装備しておらず、ヌンチャクを使用する。
バーナー8
オリジナル版第19話ではメカボーグの1体にすぎなかったが、本作では幹部として登場している。
幹部は新規デザインは描かれず、オリジナルの衣裳を踏襲している。キングアフリカの目はオリジナルと同様にピンポン玉で制作された。

ミスラガーズ
「ラガーレッド」「ラガーブルー」「ラガーイエロー」の3人。悪ノ宮博士が、「衆議院議員襲撃作戦」でミスボーグをサポートするために作ったロボット3人娘。ジェット噴射で飛行する能力を持ち、怪力とラグビーボール型の爆弾が武器。ミスボーグをお姉様と呼び、彼女の指揮下にあるものの、監視役の任務も兼ねている。
レッドとイエローは胸部から、ブルーは尻から恐竜の頭部を出して敵を攻撃する。イエローは水着美女に変身した。
オリジナル版第17話のラガーズ1 - 3と第20話のアンドロイド3人衆を女性に置き換えている（ラグビーボール型爆弾のパスも同様）。身体の各部から恐竜の頭部を出す攻撃は、彼女たちに襲われた議員の台詞にもあるように恐竜軍団（オリジナル版第4クールの敵）のオマージュである。
ヨロイデス
最初に登場したロボットで、本作オリジナル。ミスボーグが操る。
当世具足に化けて国会議事堂に潜入していた。2本の日本刀で敵を攻撃し、仮面の下の巨大な唇で人間のDNAを吸い取る。
企画段階ではDNAではなく脳を集めるという設定であったが、「気持ちが悪い」として変更になった。
アリザイラー
第1部に登場。オリジナル版第1話に登場した敵ロボットのリメイク。デザインはオリジナル版とは異なっている。
地中を移動する能力を持ち、口と尾の先からあらゆる物を溶かす蟻酸を発射する。

### 第2部のみ
秋月玄
第2部に登場。Σの新たなる若き幹部で人間。孤児として悪ノ宮に育てられたが、実は意外な出生の秘密を持っている。ミスボーグの遺品として放置されていたブラックホークを駆り、ザボーガーを悪の手先として作り変える。豊のことは「ダイモーン」と呼ぶ。
AKIKO（レディボーグ）
第2部に登場。Σを脱走した美少女サイボーグ。秋月の妹で物語のキーとなる存在。秋月同様に、彼女にも意外な出生の秘密がある。
ジャンボメカ
第2部に登場。オリジナル版第11話にも登場したが、本作では意外な正体を持つ。
胸からミサイル、目からビームを放つ。携帯電話（巨人サイズ）を使用し、電磁波攻撃で、周囲の群衆の頭部を破壊していった。
監督の井口は40-50メートルと想定していたが、胴体の上をバイクで走るシーンが成立しないため、VFXスーパーバイザーの鹿角剛司の提案により160メートルと設定された。

## キャスト
- 大門豊（熟年期） - 板尾創路
- 大門豊（青年期） - 古原靖久
- ミスボーグ - 山崎真実
- 秋月玄 - 宮下雄也 (RUN&GUN)
- AKIKO - 佐津川愛美[17]
- 中野刑事 - デモ田中[注釈 7]
- 松江刑事 - 岸建太朗
- 村田大臣 - 島津健太郎
- エレキアンデス - 佐藤佐吉
- アパッチドリル - 山中アラタ
- 眼帯男爵 - 石川ゆうや
- バーナー8 - 松浦祐也
- キングアフリカ - 村上浩章
- ラガーレッド - 亜紗美
- ラガーブルー - 泉カイ
- ラガーイエロー - 村田唯
- 米倉議員 - 谷川昭一朗
- 愛人・ユミ - 高尾祥子
- 秘書1 - 池口十兵衛
- 秘書2 - 朝山日出男
- 警官1 - 川渕良和
- 師匠 - 西村喜廣
- ラジオの声 - 渡辺武彦
- 若杉議員 - 木下ほうか
- 役人 - 松尾諭（友情出演）
- 職業安定所職員 - 関智一（友情出演）
- 労働者 - 増本庄一郎（友情出演）
- 大門豊（老年期） - きくち英一
- 新田警部 - 渡辺裕之
- 大門博士 - 竹中直人
- 悪ノ宮博士 - 柄本明

### スーツアクター
- ザボーガー - 唐澤功
- ストロングザボーガー、ヨロイデス - 板垣克
- アリザイラー、ブラックホーク - 柴田洋介

## スタッフ
- 監督・脚本 - 井口昇
- 企画・原作 - ピー・プロダクション
- エグゼクティブプロデューサー - 大月俊倫
- プロデューサー - 池田慎一、千葉善紀
- 協力プロデューサー - 山田宏幸、野村ノブヨ
- ラインプロデューサー - 内山亮
- テレビシリーズ原案 - 小池一夫
- 監修 - 鷺巣詩郎
- 撮影監督 - 長野泰隆（J.S.C.）
- 照明 - 安部力
- 録音 - 永口靖
- 美術 - 福田宣
- 特殊造型監督・キャラクターデザイン - 西村喜廣[注釈 8]
- 装飾 - 渡辺誉慶
- 衣裳 - 吉田実穂
- ヘアメイク - リョータ
- アクション監督 - カラサワイサオ[注釈 9]
- VFXスーパーバイザー - 鹿角剛司
- CGIディレクター - 水石徹
- 編集 - 和田剛
- 整音 - 吉田憲義
- 効果 - 渋谷圭介、佐藤祥子
- メインタイトルポスタービジュアルデザイン - 高橋ヨシキ
- 助監督 - 土岐洋介
- 特殊造型・特殊メイク助監督 - 西村映造、自由廊
- 原型製作 - J.FACTORY
- アイキャッチイラスト - 田宮教昭
- 脚本協力 - 継田淳
- VFX - スタジオ・バックボーン
- シグマ城デザイン - 酉澤安施
- アクション - TEAM　ZERO' S
- 音楽
  - オリジナル・スコア - 菊池俊輔
  - 音楽監督・編曲・「AKIKOのテーマ」作曲 - 福田裕彦
- 宣伝プロデューサー - 大場渉太
- 制作プロダクション - 有限会社サムシングクリエイション
- 配給 - キングレコード株式会社、ティ・ジョイ
- 配給協力・宣伝 - 日活株式会社
- 原型製作 - J.FACTORY
- 「電人ザボーガー」フィルム・パートナーズ - キングレコード株式会社（森山敦）、日活株式会社（鳥羽乾二郎）
- 製作 - キングレコード株式会社、日活株式会社

## 主題歌
オープニングテーマ 「戦え！電人ザボーガー」
作詞 - 上原正三 / 作曲 - 菊池俊輔 / 編曲 - 菊池俊輔、福田裕彦 / 歌 - 高野二郎
エンディングテーマ 「おれの兄弟 電人ザボーガー」
作詞 - 上原正三 / 作曲 - 菊池俊輔 / 編曲 - 菊池俊輔、福田裕彦 / 歌 - 高野二郎
挿入歌「戦え！電人ザボーガー」
作詞 - 上原正三 / 作・編曲 - 菊池俊輔 / 歌 - 子門真人
挿入歌「おれの兄弟 電人ザボーガー」
作詞 - 上原正三 / 作・編曲 - 菊池俊輔 / 歌 - 子門真人
挿入歌はオリジナルの主題歌・副主題歌をそのまま使用したものであり、新録ではない。

## 受賞
2011年9月26日、米テキサス州で開催されたファンタスティック・フェスト2011 ファンタスティック部門 監督賞受賞。
ぴあ初日満足度ランキング（ぴあ映画生活）2011年10月14日の公開映画として89.8点で第1位を獲得。
2011年の日本オタク大賞を受賞した。

## 備考
先行公開・予告
2011年1月28日・29日、2月5日（現地時刻）には特別編集版がロッテルダム映画祭スペクトル部門でワールドプレミア上映。これが公式の世界初公開となった。
公開に先立ち、同年7月から東京メトロポリタンテレビ(TOKYO MX)でオリジナル版の第1 - 13話を放送した。この放送枠のCMで、30秒トレーラーと映画館などで上映される予告編本編とが併せて放送されていた。
映像ソフトには「撮影打ち上げ用予告」、「したまちコメディ映画祭用予告」、「特撮」、「本予告」、「板尾創路バージョン予告」の各編が収録されている。特に「撮影打ち上げ用予告」はCG処理もなく、特撮のネタバレもしているレアなものである。解説で井口昇は「関係者に大ウケだった」とコメントしている。
一般公開
同年10月15日から全国20スクリーンで封切られ、新宿で行われた公開初日の舞台挨拶には、テレビ放送当時に子供だった“大きなお友達”が観客となって結集した。
井口監督はオリジナル版で主人公の大門豊を演じた俳優、山口暁の家族の連絡先を調べ、チケットを購入して横浜での舞台挨拶に招待し、遺族である妻と娘、そして幼い孫娘から花束の贈呈を受けた。

## がんばれ！電人ザボーガー！
『電人ザボーガー』上映館で週替り上映されたスピンオフ短編。全13話。
| シナリオ No. | サブタイトル                 | 監督     | 登場キャラクター                          |
| ------------ | ---------------------------- | -------- | ----------------------------------------- |
| 1            | 「火事を消せ！」の巻         | 井口昇   |                                           |
| 2            | 「出前を届けろ！」の巻       | 西村喜廣 |                                           |
| 3            | 「ローライズGパン」の巻      | 西村喜廣 | ラガーブルー                              |
| 4            | 「ヤツを張り込め！」の巻     | 西村喜廣 | キングアフリカ                            |
| 5            | 「100円玉を拾え！」の巻      | 西村喜廣 | ラガーレッド、アリザイラー                |
| 6            | 「イイ女を捕まえろ！」の巻   | 井口昇   | 中野、松江、ラガーレッド                  |
| 7            | 「大相撲！」の巻             | 井上雄介 | アリザイラー（蟻罪羅）                    |
| 8            | 「ザボーガークイズ」         | 井口昇   | ラガーレッド、ラガーブルー                |
| 9            | 「にらめっこで勝負だ！」の巻 | 井口昇   |                                           |
| 10           | 「男と添い寝」の巻           | 井口昇   | 中野、松江                                |
| 11           | 「怒りの潜入捜査！」の巻     | 井口昇   | 眼帯男爵、アパッチドリル、 キングアフリカ |
| 12           | 「誕生日ケーキ」の巻         | 井上雄介 | 眼帯男爵、アパッチドリル、 キングアフリカ |
| 13           | 「つぶせ！ザボーガー」の巻   | 井上雄介 | 中野、松江                                |

## 映像ソフト化
- 2012年3月28日にキングレコードより、スペシャルエディション（デジパック仕様、映像特典付）とスタンダードエディションの2種類のDVD、ブルーレイディスクが発売。